# Bodor János (emlékíró)
Bodor János (Felsőcsernáton, 1861. március 10. – Szászváros, 1949. október 23.) magyar elbeszélő, emlékíró.

## Életpályája
A sepsiszentgyörgyi Székely Mikó és a nagyenyedi Bethlen Gábor Kollégium elvégzése után református lelkészként működött Zágonban és Szászvároson, ahol 1932-ben nyugalomba vonult.
Elbeszélései Életképek c. alatt jelentek meg (Marosvásárhely, 1928), önéletírását a Székely Mikó és Bethlen Kollégium elöljárósága adta ki Utam a csernátoni parókiától a zágoni papi parókiáig címmel (I-II. Kolozsvár, 1936). Az emlékirat egy sokgyermekes székely tanítócsalád küzdelmes életének s a kollégiumi diákéveknek társadalmi és művelődéstörténeti szempontból hiteles megörökítése.